# Le Dernier Tournant
Le Dernier Tournant is een Franse film  van Pierre Chenal die uitgebracht werd in 1939. 
Le Dernier Tournant is de eerste van de vier filmversies van de roman The Postman Always Rings Twice (1934) van James M. Cain. De film werd altijd overschaduwd door de versies van Luchino Visconti (Ossessione, 1943) en Tay Garnett (The Postman Always Rings Twice (1946).

## Samenvatting
Zwerver Frank heeft in de buurt van Marseille werk gevonden als bediende bij Nick Marino die een tankstation annex garage uitbaat. Nick is een niet al te snuggere, lelijke maar goedaardige man die getrouwd is met de mooie jonge Cora. Cora is haar man in de loop der jaren gaan haten en kan hem niet meer uitstaan. Ze verleidt de jongere en knappere Frank en het komt tot een passionele relatie. Weldra overwegen ze er samen vandoor te gaan. Ze wijzigen echter hun plan; ze besluiten Nick uit de weg te ruimen om een nieuw leven te kunnen beginnen, en om de verzekeringspremie op te strijken. Ze doen het voorkomen alsof Nick in een ongeval omgekomen is. Ondanks ernstige vermoedens worden ze niet beschuldigd. Een nieuw bestaan wacht. Maar op een dag raken ze betrokken in een zwaar verkeersongeval.

## Rolverdeling
| Acteur                | Personage                |
| --------------------- | ------------------------ |
| Fernand Gravey        | Frank                    |
| Michel Simon          | Nick Marino              |
| Corinne Luchaire      | Cora                     |
| Marcel Vallée         | de rechter               |
| Robert Le Vigan       | de afperser              |
| Étienne Decroux       | de cafébaas              |
| Florence Marly        | Madge, de dompteuse      |
| Auguste Boverio       | de priester              |
| René Bergeron         | de commissaris           |
| Charles Blavette      | een vrachtwagenchauffeur |
| Georges Douking       | een speler               |
| Marcel Duhamel        | de gehaaste man          |
| Pierre Labry          | een vrachtwagenchauffeur |
| Jean-François Martial | de architect             |
| Serge Nadaud          | de motorrijder           |
| Fred Pasquali         | een speler               |
| Georges Paulais       | de griffier              |
| Georges Péclet        | de verzekeraar           |